# Julius Brun
Johan Julius Brun, född 23 juli 1818 i Molla församling i Älvsborgs län, död 10 februari 1901 i Hudiksvalls församling i Gävleborgs län, var en svensk apotekare och riksdagsman.

## Utbildning
Julius Brun föddes in i en prästsläkt i Molla socken på en mindre säteriegendom i Ulfstorp. Hans informatorer ordnade elevtjänst hos apotekaren Johan Christian Kantzau på Kungsholmens apotek i Stockholm, som låg i anslutning till Serafimerlasarettet. Brun avlade farmaceutexamen 1836 och fick året därpå tjänst på apoteket i Hudiksvall. År 1839 avled apotekets föreståndare Erik Adolf Söderberg och Brun fick erbjudande om att ta över verksamheten och for därför till Stockholm och läste in en apotekarexamen på bara ett år.

## Familj och verksamhet
Julius Brun lät uppföra en ny apoteksbyggnad, den så kallade Brunska gården, på Storgatan 1844 och gifte sig i samma veva med Carolina Wallner. Tillsammans fick de sex söner och tre döttrar. Hans svärfar Samuel Wallner var vid den tiden Hudiksvalls första och enda läkare. Familjen började verka politiskt för att förbättra sjukvården i Hälsingland och Brun valdes in i drätselkammaren i Hudiksvall 1848 och till Riksdagen som representant för Hudiksvall, Luleå och Östersund 1859–1860 och 1862–1863. Han blev också ledamot i landstinget för Hudiksvall 1860, där satt han sedan kvar i hela 31 år. Samtidigt hade man fått kungligt privilegiebrev 1844 som möjliggjorde öppnandet av ett filialapotek i Järvsö och man startade verksamhet i det syftet på Stenegård.
Utöver sjukvårdspolitiken propagerade och motionerade Brun för en utbyggnad av järnvägen både inom landskapet och vidare söderut. Han tilldelades 1883 Nordstjärneorden för sina insatser för uppförandet av järnvägen mellan Hudiksvall och Ljusdal. Brun blev också VD i Hudiksvalls trävaru AB 1868 och verkade inom bolaget under tre decennier. Genom opinionsbildning och riksdagsmotioner från och med 1860 medverkade han till upprättandet av ett spetälskesjukhus i Järvsö 1864. Han valdes senare till ledamot av första kammaren 1868–1876, invald i Gävleborgs läns valkrets.